# Keloid

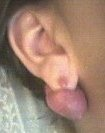
Keloidbildning på örsnibben

Keloid (plural keloider) är en typ av ärr som kan uppkomma vid vävnadsskada. En keloid kan växa okontrollerat och helt plötsligt börja klia eller göra ont. Ungefär 1 på 1000 personer har anlag för keloidbildning vid vävnadsskada. Individer med mörkare hudtyp av afrikanskt ursprung har en större benägenhet för keloider än vita européer. Barn är också känsligare än vuxna.
Keloider uppkommer oftast vid öronen, i ansiktet, på övre delen av bröst, rygg och axlar, vid ljumsken och annan mjuk och känslig hudvävnad, men kan uppstå oberoende av lokalisering.

## Behandling
Den rekommenderade behandlingen är tryckbehandling med kompressionsförband eller behandling med silikonplatta. Andra behandlingsmetoder finns, som steroidinjektioner med kortison som ofta användes tidigare. Patientens ålder är en viktig parameter i urvalet av lämplig behandling. Framför allt försöker man också verka förebyggande genom att bedöma föreliggande risker och i sådana fall begränsa kirurgiska ingrepp så långt det är möjligt.
Om man kirurgiskt skulle försöka skära bort keloiderna skulle kroppen svara med att bilda ännu mer keloidvävnad vilket skulle förvärra tillståndet. 

## Övrigt
Keloider omnämndes redan 1700 f.Kr av egyptiska kirurger i papyrus som beskriver kirurgiska ingrepp; baron Jean Louis Alibert var dock den som myntade begreppet keloid år 1806. Alibert valde först att kalla åkomman för cancroide, men ändrade senare namnet till cheloide för att det inte skulle förväxlas med cancer. Ordet kommer av grekiskans chele, "hov" (här i betydelsen kräftklo) och ändelsen -oid, "liknande". 
Keloider förväxlas lätt med ärr (lat: cicatrix) efter skärsår eller dylikt vid ytligt skadad hud. Även ett smycke inbäddat i huden, vid så kallad piercing eller liknande, kan misstas för en keloid. 
Under perioden 1878–1914 finns 32 dokumenterade fall av keloider i Sverige, vilket innebär att det var en relativt ovanligt åkomma.